# Werner Bossert
Werner Bossert (n. 28 mai 1918, Sibiu) este un poet de limba germană originar din România.
A exercitat mai multe meserii: legător de cărți, marinar, prelucrător metale, jurnalist, scenograf, director de casă de cultură, bibliotecar.
A fost un autodidact. În anul 1938 a fost chemat să-și satisfacă stagiul militar în armata română, iar în 1941 a fost transferat în armata Germaniei naziste. Datorită atitudinii sale antifasciste, a fost repatizat numai la unități de muncă în interiorul Germaniei. După război s-a întors în România și a lucrat în domeniul culturii. În 1946 a publicat în traducere română poeziile sale revoluționare, scrise după întoarcerea în țară. A lucrat o perioadă la biblioteca Muzeului Brukenthal din Sibiu. 
În perioada 1950-1952, poetul Werner Bossert a condus cercul literar Neue Horizonte, care era secția de limbă germană a Cenaclului „Orizonturi Noi“ din Sibiu. 
În 1954, în revista “Steaua” de la Cluj-Napoca, a apărut în traducere românească din limba germană, de Mircea Avram, proza lui W. Bossert cu titlul “Drumul spre Indii”. 
Până la sfârșitul anului 1956 a condus cenaclul literar  „Heinrich Heine“, la conducerea căruia i-a urmat, din 15 ianuarie 1957, Richard Jakobi. 
Membru al consiliului Uniunii Scriitorilor din România (1968-1972).
A fost căsătorit de cel puțin trei ori, a treia soție fiind Oltea Vacariuc, sora scriitorului Paul Dragoș Vacariuc.
În anul 1988 a emigrat în Republica Federală Germania și s-a stabilit la Hamburg.

## Volume
- Frischer Wind, (Versuri), Editura de Stat, București, 1953
- Strom des Lebens, (Versuri), ESPLA, București, 1956
- Glühende Nacht, blühender Tag - Gedichte zum 15. Jahrestag der Befreiung unseres Vaterlandes , (Versuri la a 15-a aniversare a eliberării patriei noastre), Editura Tineretului, București, 1959
- Sterne bleiben, (Versuri), Editura pentru Literatură, București, 1963
- Das Wiesenfest, Editura Tineretului, București, 1964, ilustrații de Ileana Ceaușu
- 72 Sonette, Editura Tineretului, București, 1964
- Poezii, (în românește de Ștefan Augustin Doinaș), Editura pentru Literatură, 1965
- Das Entlein, Editura Tineretului, 1966, ilustrații de Gheorghe Cernăianu (carte pentru copii)
- Isotope, (Versuri), Editura pentru Literatură, București, 1966
- Küsse trinken sich tot, (Versuri), Editura Dacia, Cluj, 1970

## Traduceri
- Mircea Avram: Die Festung der Seele: Gedichte, Traducere din limba română de Werner Bossert, Sibiu, 1948. 20 p.